# ボエ
ボエ (Boé) はギニアビサウの南東部に位置する町。正式名称はマディナ・ド・ボエ (Madina do Boé)。ガブ州ボエ区に位置し、ボエ区の首府である。1973年9月24日に、ギニアビサウの独立宣言がこの町でなされた。1974年に、ビサウが同国の新しい首都として宣言されるまでのあいだ、ボエがギニアビサウの首都となっていた。